# Cino Tortorella
Cino Tortorella, (Ventimiglia, 27 de juny de 1927 - Milà, 23 de març de 2017), és un antic presentador de televisió italià, més conegut per haver dirigit i presentat el festival de música infantil Zecchino d'Oro.
Nascut a Ventimiglia, Tortorella va començar la seva carrera durant els anys 50 amb la comèdia Zurlì, mago Lipperlì (1956). Tres anys més tard, va inaugurar el Zecchino d'Oro, on tenia el rol del Mac Zurlì fins al 1972. També va crear diversos altres espectacles per a la RAI TV i altres televisions privades italianes.
També és conegut per haver posat veu al personatge de Topo Gigio, amb el qual va participar en espectacles com The Ed Sullivan Show. El personatge es va exportar a programes d'arreu del món.

## Llegat
El desembre de 2006 el seu nom va ser inscrit al Llibre Guinness dels rècords com la persona que havia estat més temps presentant el mateix programa (Zecchino d'Oro) del món.